# Tallsjön, Södermanland
Tallsjön är en sjö i Strängnäs kommun i Södermanland och ingår i Trosaåns huvudavrinningsområde.